# Епицентар
Епицентар је тачка на земљиној површини где се земљотрес најјаче осећа. Налази се вертикално тачно изнад хипоцентра, односно то је ортогонална пројекција хипоцентра на површ Земље. 